# Purwodadi (Adi Luwih)
Purwodadi is een bestuurslaag in het regentschap Pringsewu van de provincie Lampung, Indonesië. Purwodadi telt 2761 inwoners (volkstelling 2010).